# 야마가타현 제1구
야마가타현 제1구(일본어: 山形県第1区)는 일본의 중의원 선거구이다. 1994년 공직선거법이 개정되면서 신설되었다.

## 지역
- 야마가타시
- 가미노야마시
- 덴도시
- 히가시무라야마군

덴도 시는 2002년의 구분 변경까지 3구의 일부였다.

## 역대 국회의원
- 가노 미치히코 (소속 정당: 신진당(1996년 ~ 1997년) → 민주당(1998년 ~ 2003년), 임기: 1996년 ~ 2003년)
- 엔도 도시아키 (소속 정당: 자유민주당, 임기: 2003년 ~ 2009년)
- 가노 미치히코 (소속 정당: 민주당, 임기: 2009년 ~ 2012년)
- 엔도 도시아키 (소속 정당: 자유민주당, 임기: 2012년 ~ 현재)